# Pierre de Castelnau
Pierre de Castelnau (? – Languedoque, 15 de janeiro de 1208) foi eclesiástico francês venerado como mártir e beato pela Igreja Católica.

## Biografia
Nascido na Diocese de Montpellier, serviu como arquidiácono de Maguelonne e, em 1199, foi nomeado pelo Papa Inocêncio III como um dos legados para a supressão da heresia cátara no Languedoc. Em 1202, ele se tornou um monge cisterciense na abadia de Fontfroide, Narbonne, e foi confirmado como legado apostólico e primeiro inquisidor, primeiro em Toulouse, e depois em Viviers e Montpellier.
Em 1207 ele estava no Ródano e na Provença, onde se envolveu no conflito entre o Conde de Baux e Raimundo VI, conde de Toulouse. Castelnau foi assassinado em 15 de janeiro de 1208, possivelmente por um agente do Conde Raimundo. Seu assassinato foi a causa imediata da excomunhão de Raimundo e do início da Cruzada contra os Albigenses.
Ele foi beatificado no ano em que morreu pelo Papa Inocêncio III, que atribuiu responsabilidade pela morte ao Conde Raimundo. As relíquias de Pierre de Castelnau estão enterradas na igreja da antiga abadia de St-Gilles.